# Эрбо, Леон
Леон Эрбо (фр. Léon Herbo; 8 октября 1850, Templeuve, Эно — 19 июня 1907, Иксель) — бельгийский художник, жанрист и портретист.

## Биография
Родился в 1850 году в деревне Темплев (фр) неподалёку от Турне (ныне — в черте города). 
Учился живописи сперва в Академии изящных искусств Турне у Леонса Лежандра, директора Академии, а затем (в 1869—74 годах) — в Королевской академии изящных искусств в Брюсселе. Посетив Германию и Италию, окончательно обосновался в Брюсселе. 
Дебютировал в 1875 году на Брюссельском салоне. Год спустя основал художественную группу «L'Essor», члены которой были недовольны консерватизмом Брюссельской академии. 
Выставлялся как в Бельгии, так и за её пределами: в Париже, Берлине и Мюнхене. На Всемирной выставке в Париже в 1889 году удостоился почётного упоминания. 
Скончался Эрбо в 1907 году в Икселе.

## Творчество и наследие
Эрбо был чрезвычайно плодовитым художником, писал портреты, жанровые и исторические сцены. Многие из его работ воспроизводились в хромолитографиях и гравюрах, другие — на изделиях из фарфора. За создание портрета Эрбо взымал фиксированную плату, и гарантировал художественное качество и несомненное сходство. 
Всего он создал более тысячи портретов, не считая многих других картин. 
Разумеется, Эрбо работал не один, он имел целый ряд учеников и подмастерьев. В некоторых случаях он официально сотрудничал и с другими «полноправными» художниками: так, получив заказ на создание большой картины, изображающей королеву Марию Генриетту Бельгийскую, принимающую парад своего подшефного кавалерийского подразделения, Эрбо привлёк к работе художника-анималиста Александра Клариса. Кларис рисовал лошадей, а Эрбо людей; помощь обоим могли оказывать их подмастерья. 
Большинство работ Эрбо до сих пор находятся в частных собраниях в Бельгии. Однако часть из них хранятся в музеях Брюсселя, Кортрейка, Турне и в других местах.

## Галерея

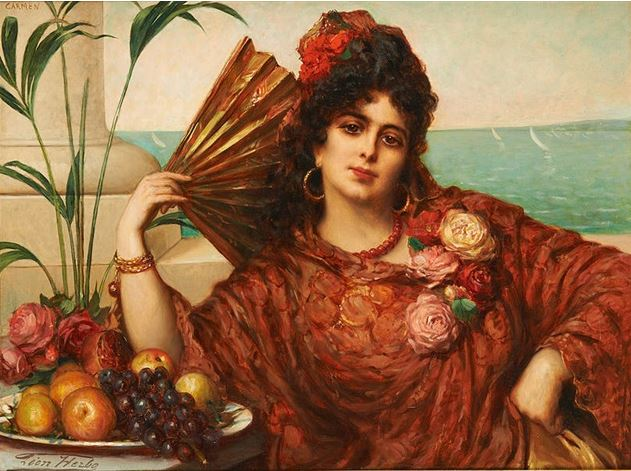
Кармен
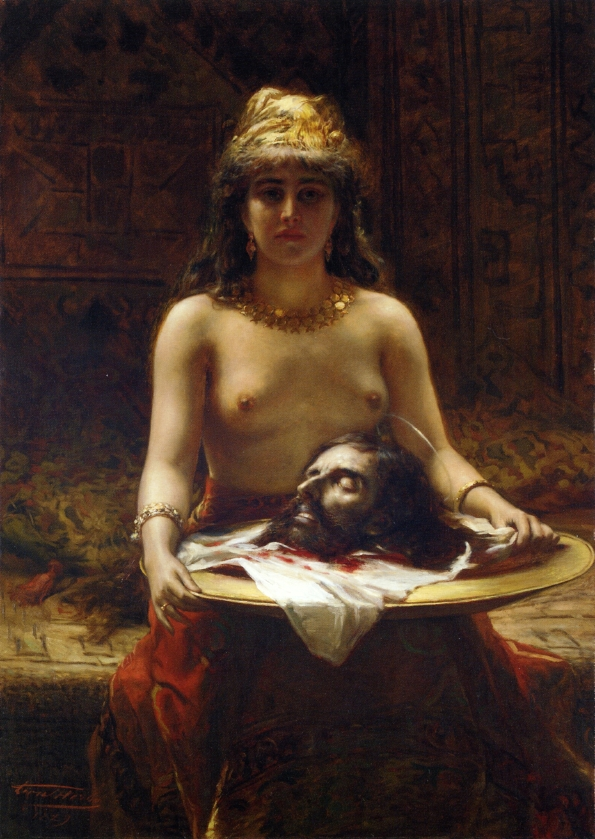
Саломея
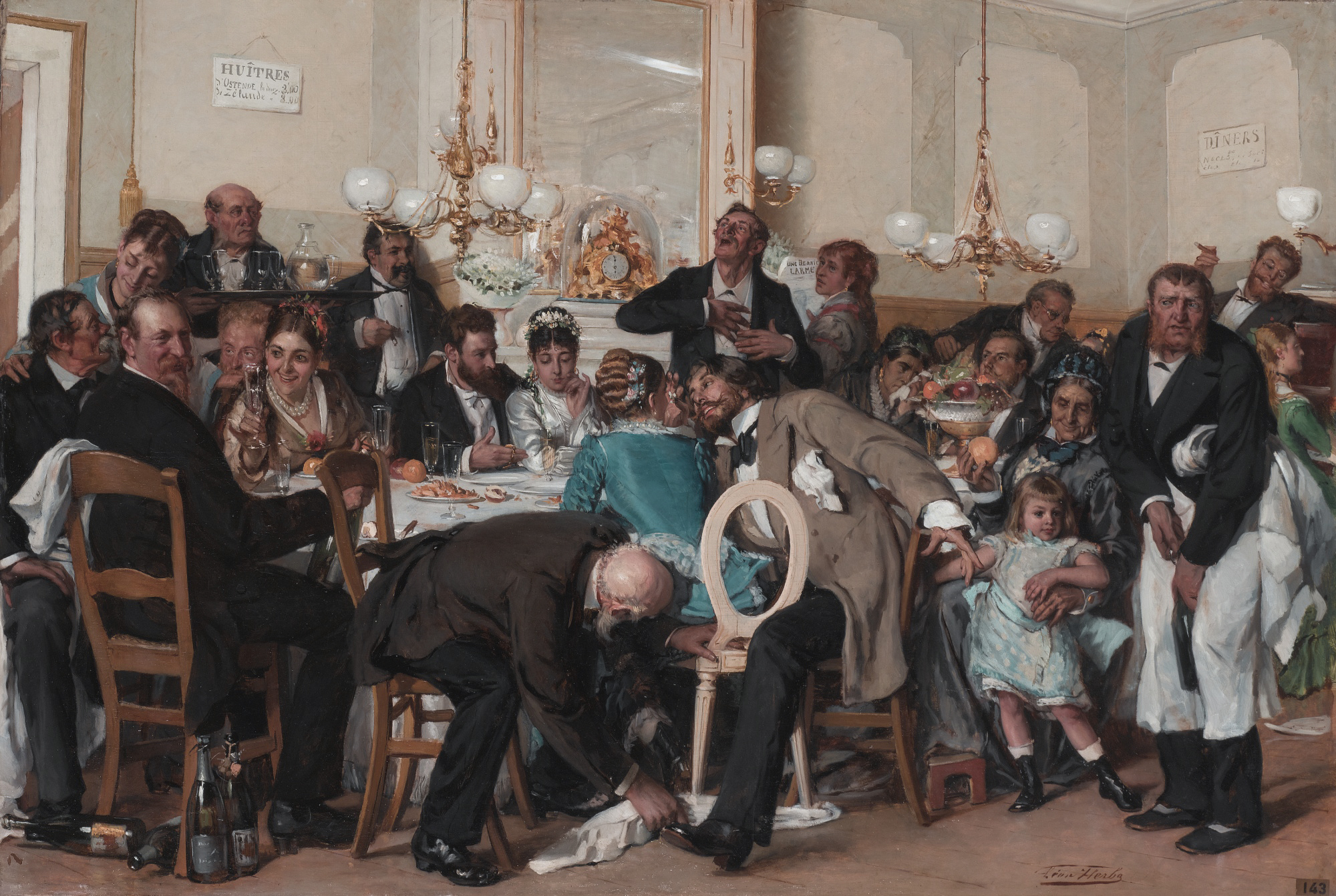
Свадебный банкет
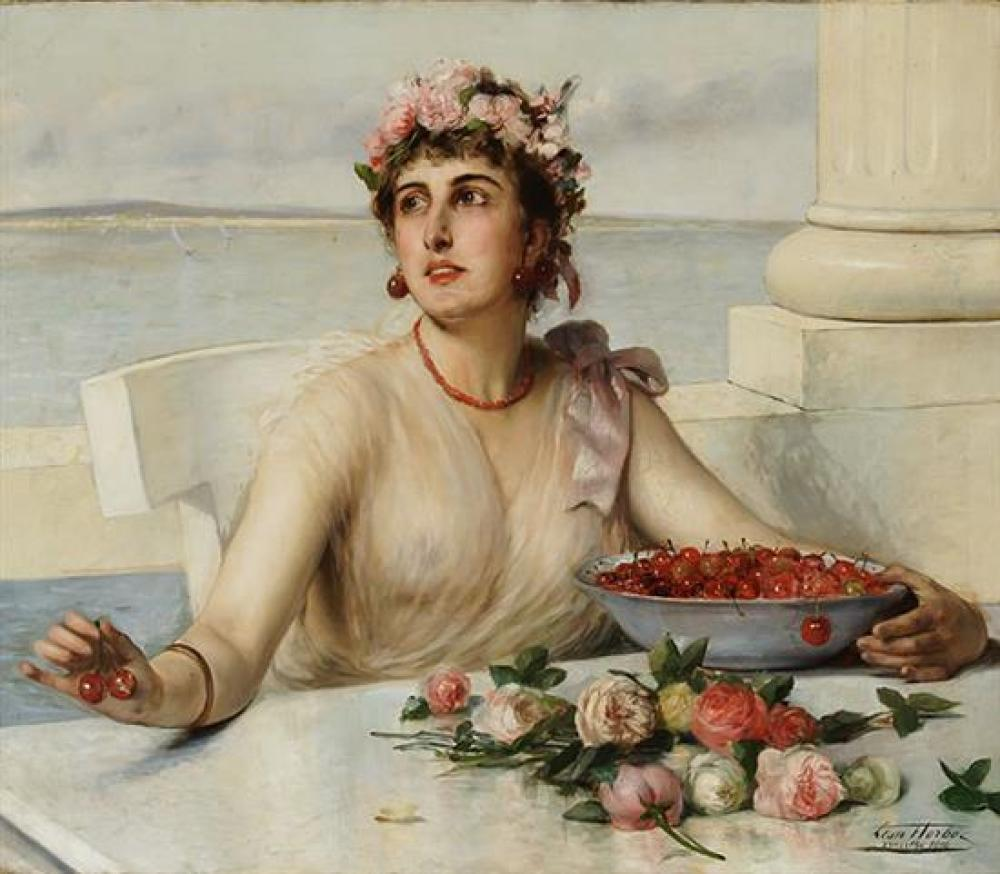
Аллегория Весны
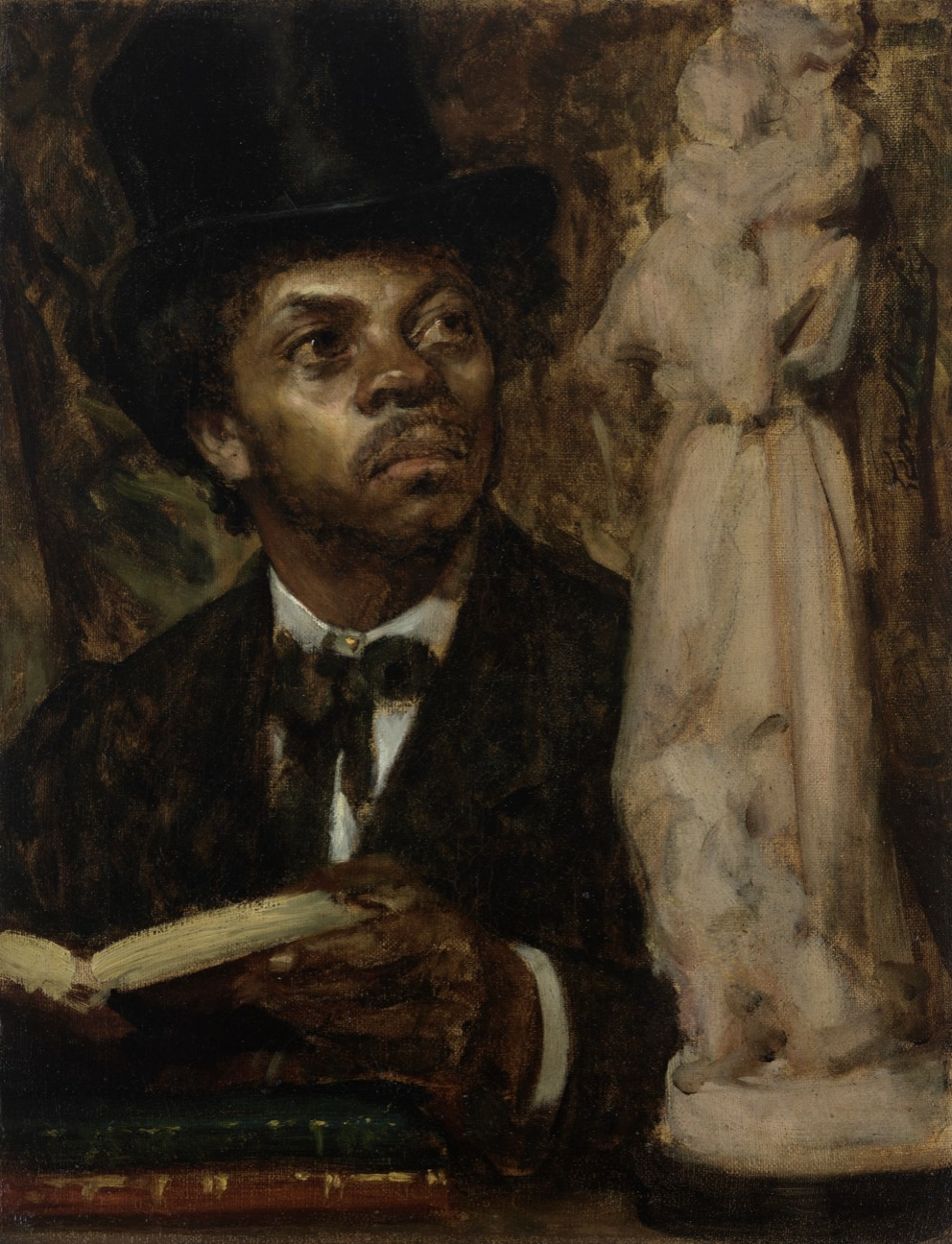
Айра Олдридж
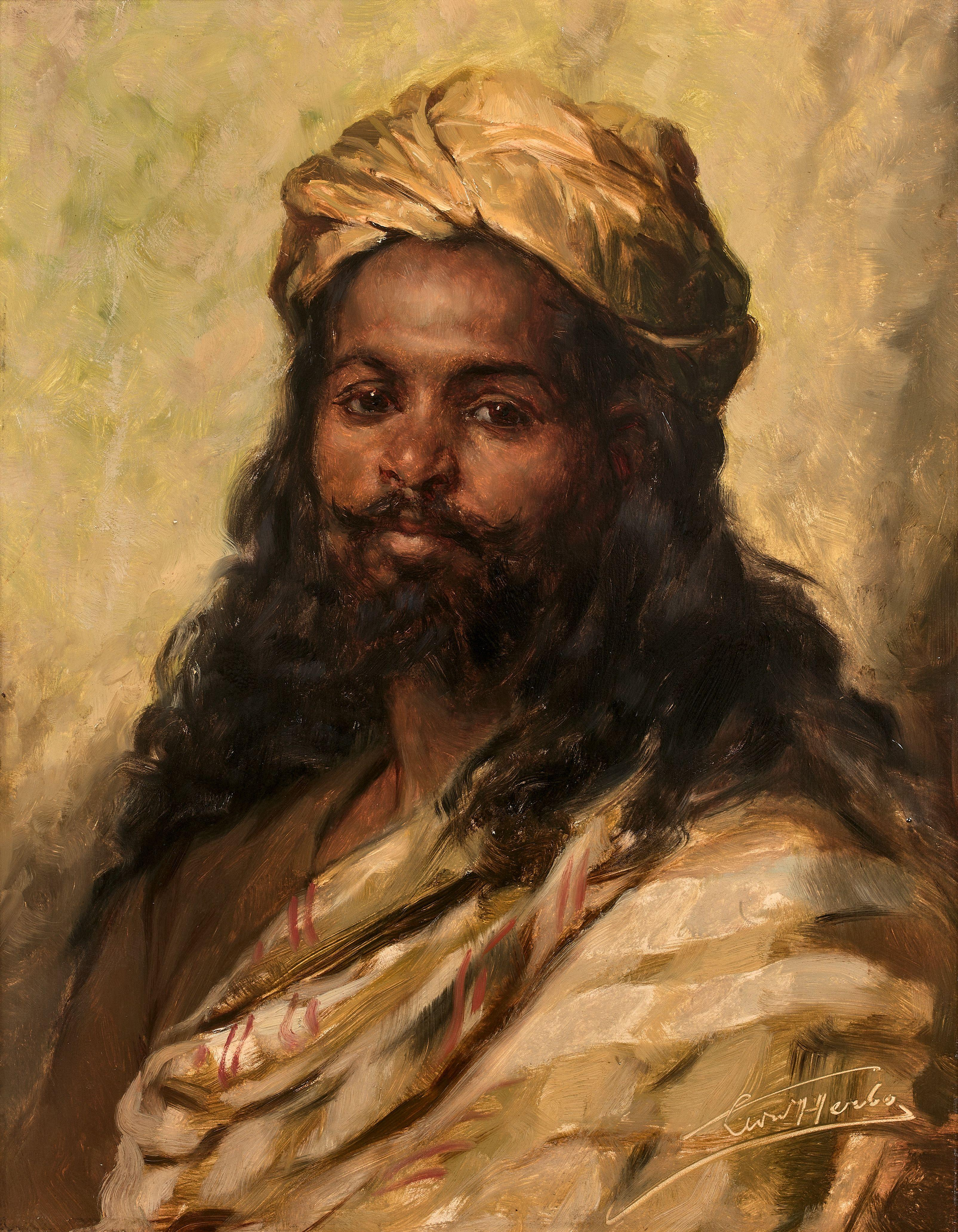
Айра Олдридж в роли Отелло
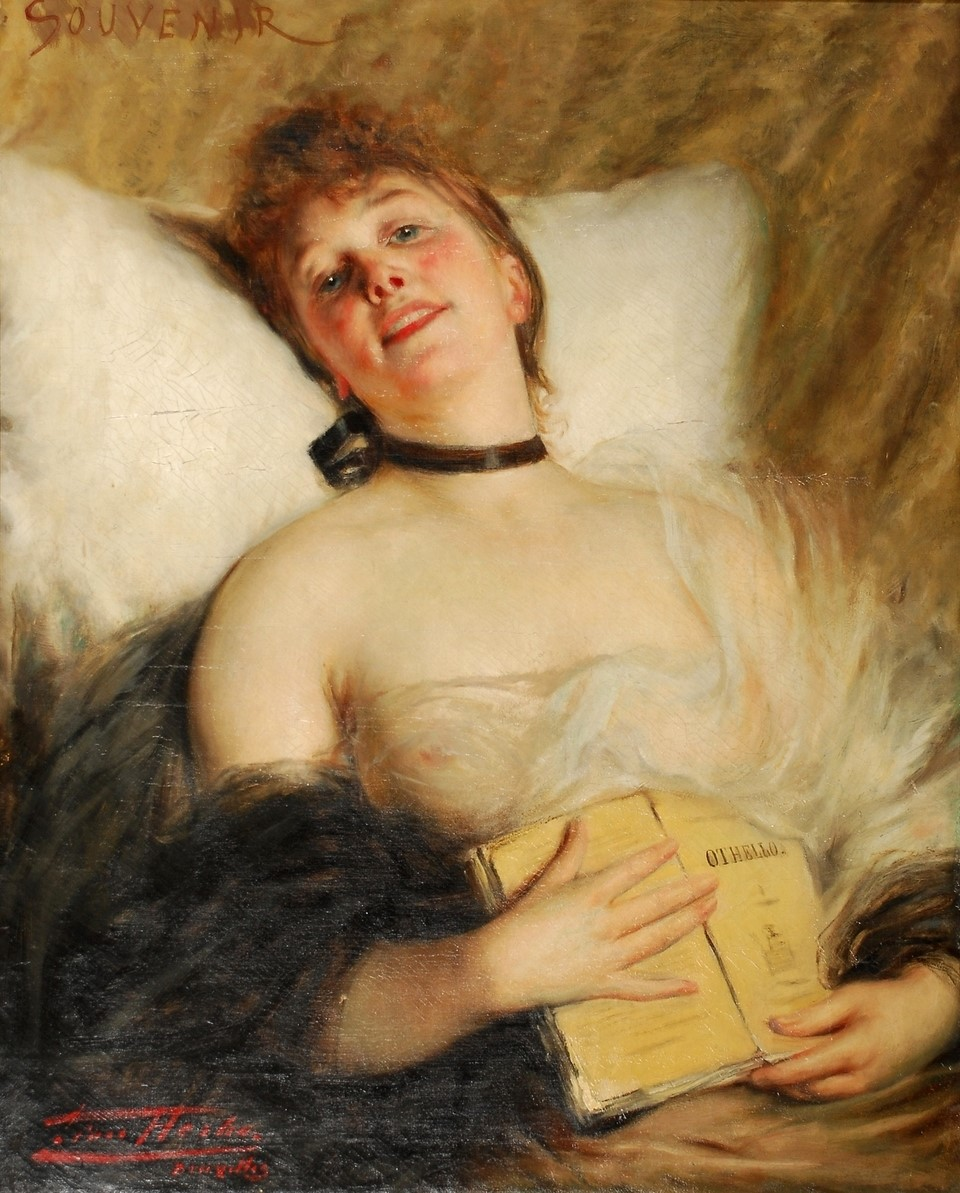
Анна читает Отелло
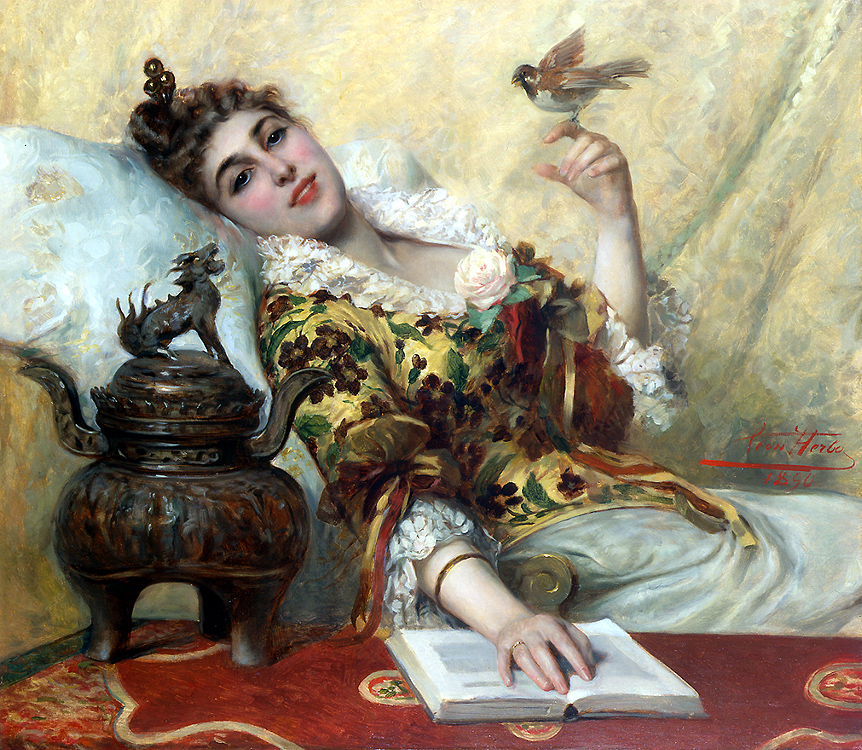
Женский портрет
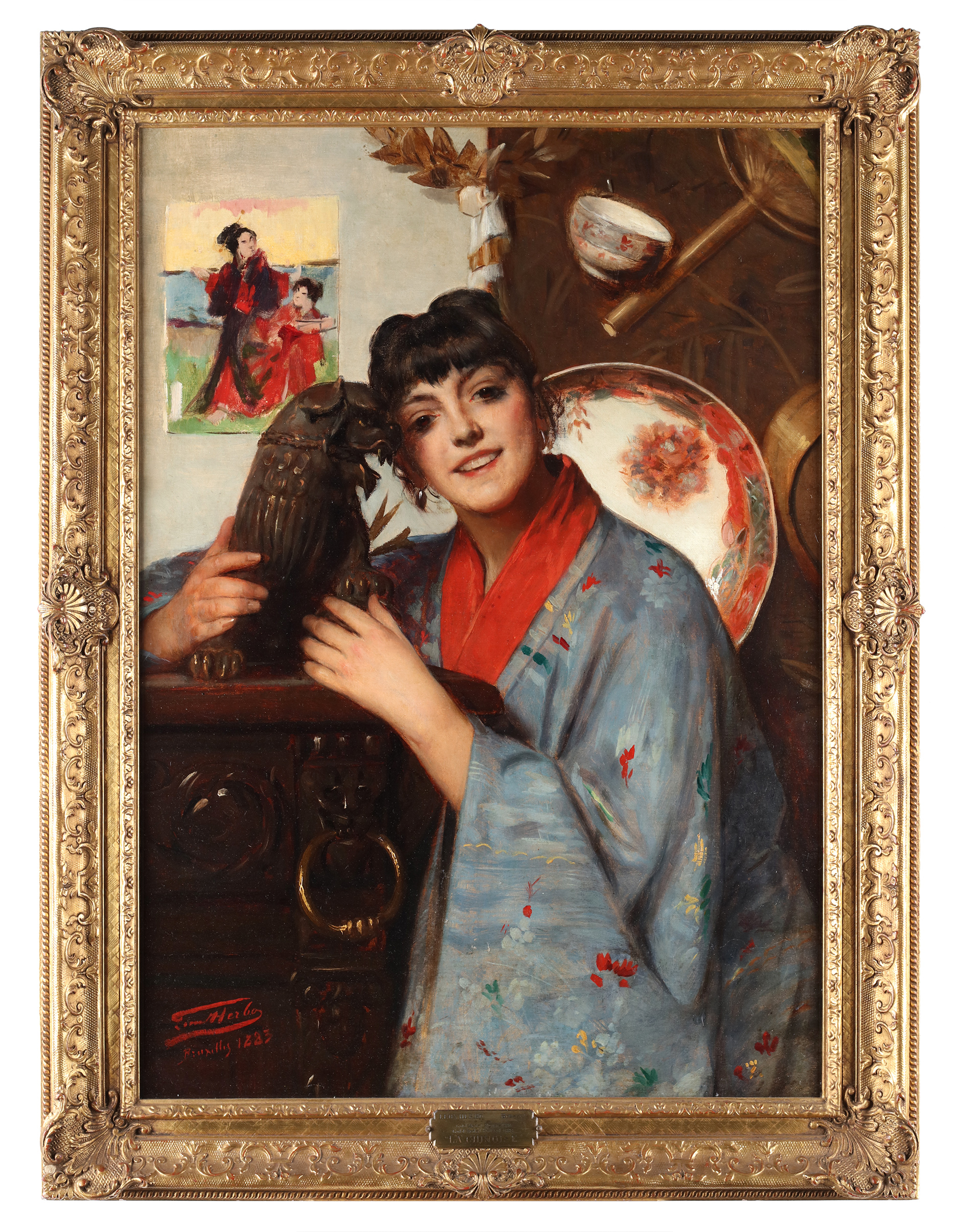
Китаянка
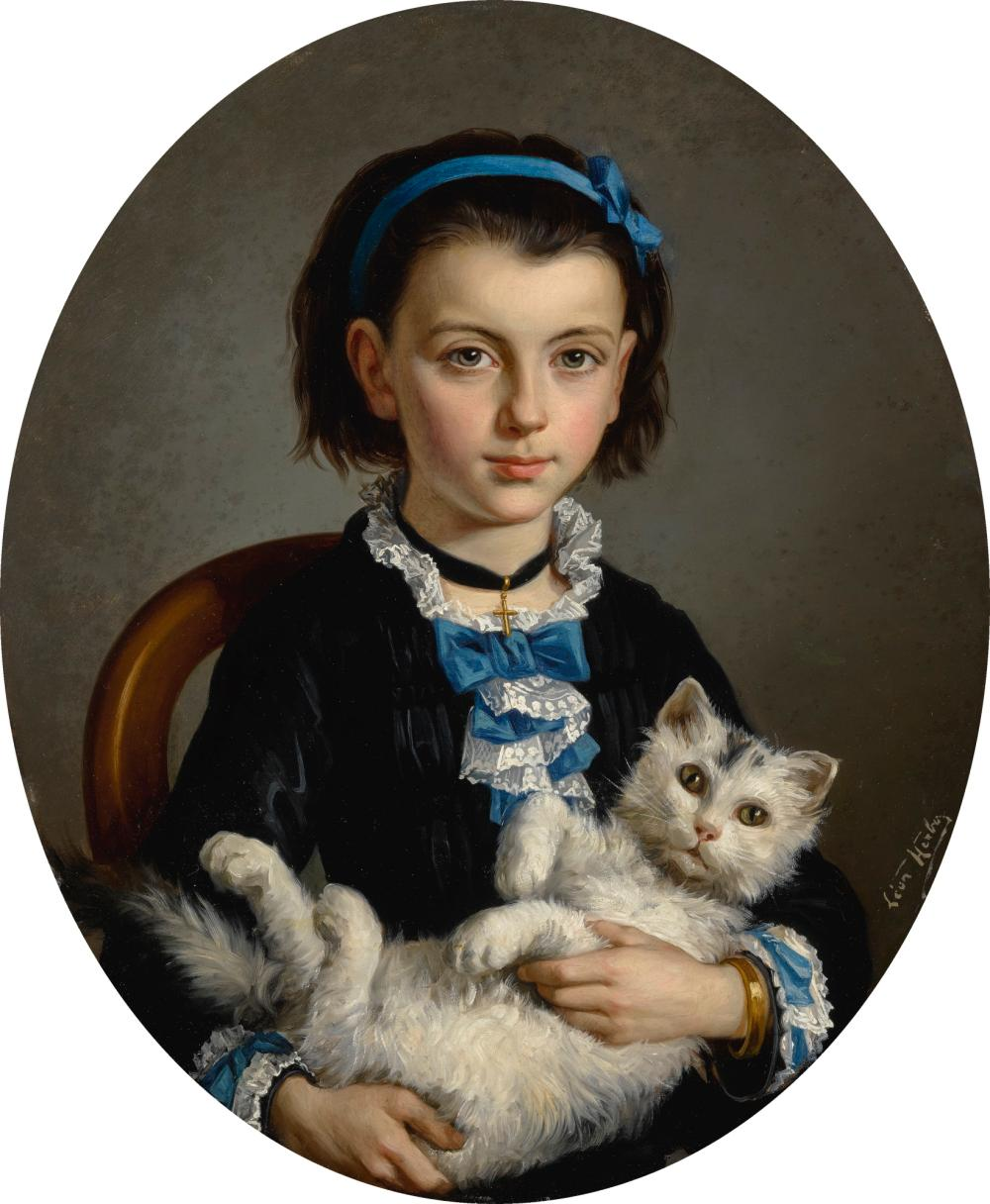
Девочка с кошкой
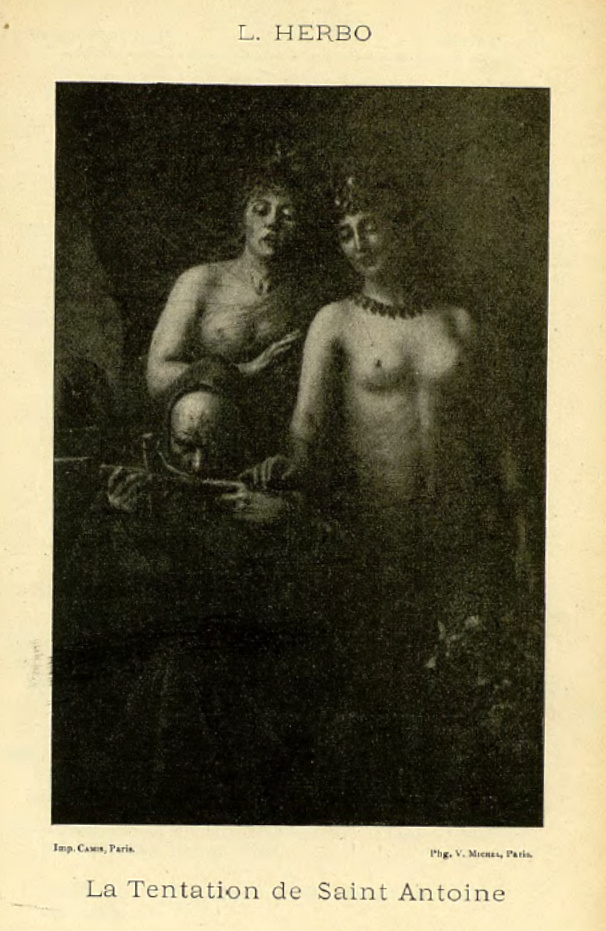
Искушение святого Антония
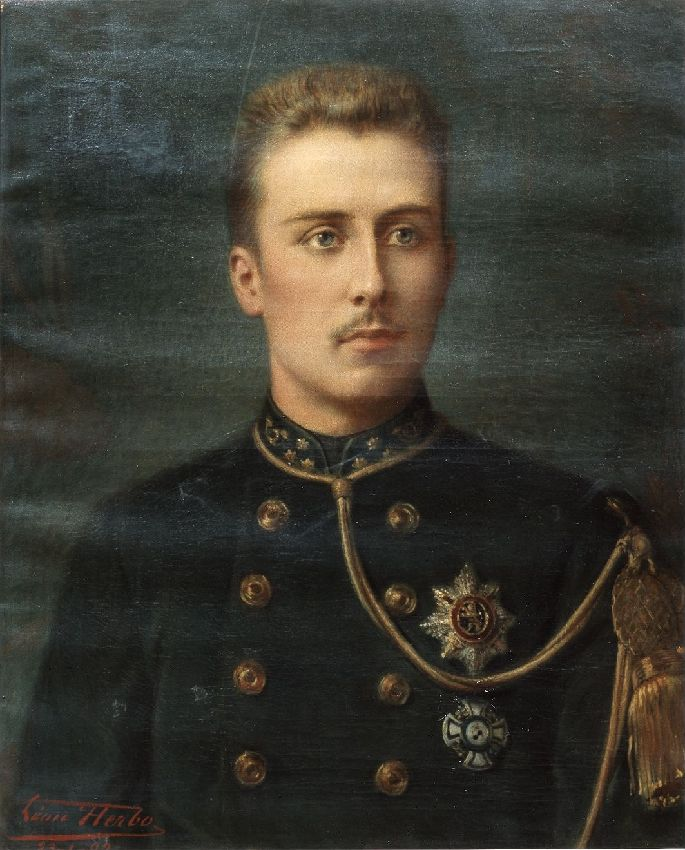
Портрет принца Бодуэна Бельгийского